# NXT TakeOver: In Your House (2021)
 (octobre 2024).
NXT Takeover: In Your House est un pay-per view de catch professionnel produit par la fédération américaine World Wrestling Entertainment représentant uniquement le roster NXT. Il est le 2ème évènement de la chronologie des NXT Takeover : In Your House, il s'est déroulé le 13 juin 2021 à Orlando en Floride au Performance Center de la WWE.

## Contexte
Les spectacles de la World Wrestling Entertainment (WWE) sont constitués de matchs aux résultats prédéterminés par les scénaristes de la WWE. Ces rencontres sont justifiées par des storylines – une rivalité avec un catcheur, la plupart du temps – ou par des qualifications survenues dans les shows de la WWE telles que Raw, SmackDown et NXT. Tous les catcheurs possèdent une gimmick, c'est-à-dire qu'ils incarnent un personnage gentil (Face) ou méchant (Heel), qui évolue au fil des rencontres. Un événement comme In Your House est donc un événement tournant pour les différentes storylines en cours,.

### Impact du coronavirus sur NXT
En raison de la pandémie de coronavirus aux États-Unis, la WWE a été contrainte depuis mi-mars 2020 à produire ses événements à huis clos afin d'éviter la propagation du virus. NXT est par conséquent produit au Performance Center de la WWE depuis octobre 2020 (auparavant au Full Sail University de Winter Park en Floride) avec un public réduit composé de superstars de NXT,.

## Tableau des matches
| Ordre par numéros                                                                         | Résultat | Stipulation(s)                                                                                              | Temps |
| ----------------------------------------------------------------------------------------- | --- | --- | ----- |
| 1                                                                                         | Bronson Reed (c) et MSK (Wes Lee et Nash Carter) (c) battent Legado del Fantasma (Santos Escobar, Raul Mendoza et Joaquin Wilde) | 6-Man Tag Team Winner Takes All match pour les NXT Tag Team Championship et NXT North American Championship | 13:40 |
| 2                                                                                         | Xia Li bat Mercedes Martinez | Match simple                                                                                                | 7:40  |
| 3                                                                                         | LA Knight bat Cameron Grimes | Ladder match pour le Million Dollar Championship                                                            | 19:30 |
| 4                                                                                         | Raquel González (c) bat Ember Moon                                                                                               | Match simple pour le NXT Women's Championship                                                               | 12:40 |
| 5                                                                                         | Karrion Kross (c) bat Pete Dunne, Adam Cole, Kyle O'Reilly et Johnny Gargano                                                     | Fatal 5-Way match pour le NXT Championship                                                                  | 26:15 |
| La lettre C placée entre parenthèses désigne la personne ou l’équipe championne en titre. | | |       |